# Jean Féline
Jean Féline est un compositeur, parolier, scénariste et dialoguiste français, né le 30 octobre 1908 à Saumur (Maine-et-Loire) et mort le 17 janvier 1945 dans le 15e arrondissement de Paris.

## Biographie
Jean Féline naît à Saumur le 30 octobre 1908 dans une famille de militaires, son père Louis Féline y étant instructeur d'équitation à l'École d'application de la cavalerie, lui-même fils du général de brigade Victor Jean Féline. Par sa mère Colette Mélissandre Gaiffe, il est le petit-fils du journaliste Adolphe Gaiffe.
Il se marie avec Paquerette Guinoiseau qui, après son décès en 1945, épouse l'année suivante André Dewavrin, dit le colonel Passy.
Il meurt le 17 janvier 1945 à l'Institut Pasteur, dans le 15e arrondissement de Paris. D'abord inhumés dans le cimetière parisien de Bagneux, ses restes sont transférés à Montpellier en 1950.

## Filmographie
Scénariste et dialoguiste
- 1943 : Le Loup des Malveneur de Guillaume Radot coscénarisé avec Francis Vincent-Bréchignac.
- 1943 : Feu Nicolas de Jacques Houssin.
- 1943 : La Sévillane d'André Hugon et Jorge Salviche.
- 1945 : Marie la Misère de Jacques de Baroncelli, adaptation Françoise Giroud.
- 1947 : En êtes-vous bien sûr ? de Jacques Houssin.

Compositeur
- 1936 : Moutonnet de René Sti musique avec Paul Misraki, Noël-Noël, Ray Ventura.
- 1942 : Fièvres de Jean Delannoy.
- 1943 : Le soleil a toujours raison de Pierre Billon et Jacques Prévert pour les chansons.

## Musique
Parolier
- Dis-moi que tu m'aimes Léon, interprété par Rellys, musique de Loulou Gasté.
- Chez moi [Venez donc chez moi] (1935), musique de Paul Misraki.
- De l'Atlantique au Pacifique (1936), du film Nitchevo, musique d'Arthur Honegger.
- Mon Ange, interprété par Léo Marjane, musique de Bruno Coquatrix.
- J'attends une lettre, interprété par Lucienne Boyer, musique de Bruno Coquatrix.
- Dans un coin de mon pays, interprété par Jacques Pills, musique de Bruno Coquatrix.
- C'est un chagrin d'amour, interprété par Tino Rossi, musique d'Henri Bourtayre.
- Le Général dort debout [The General's Fast Asleep] (1936), paroles anglaises et musique de Jimmy Kennedy et Michael Carr.
- Coucou, (jazz).

Il est le parolier d'une centaine de chansons.